# Curtis Accilionis

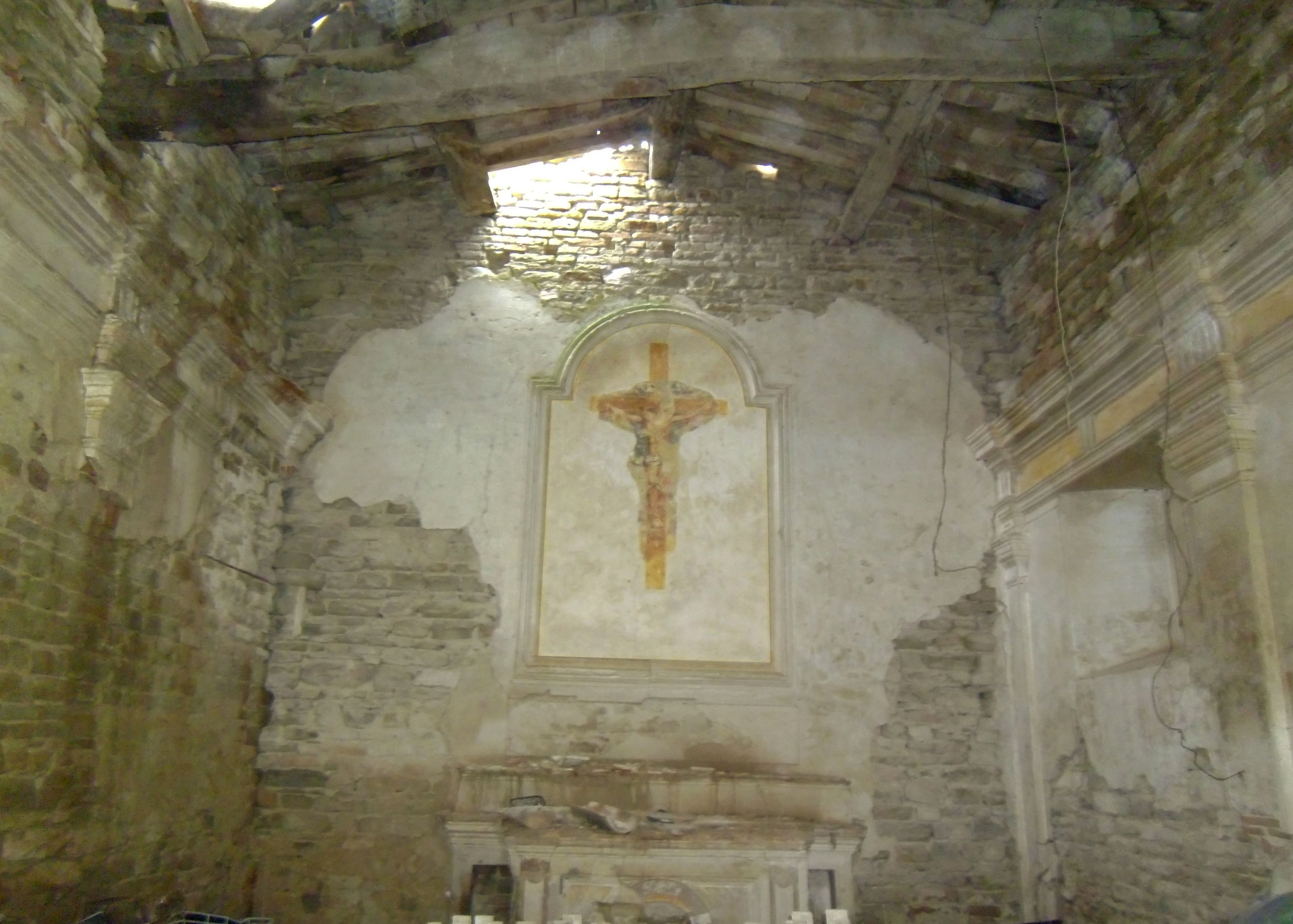
La pala d'altare in San Lorenzino di Colle Alto, nel comune di Sassoferrato

La Curtis Accilionis (anche Serre de Azilioni o Terre dell'Agiglionis) è un territorio a cavallo dei comuni di Sassoferrato (AN) e Arcevia (AN) già costituito da numerose proprietà fondiarie, oggi riscontrabili (con discreta approssimazione) almeno in quella parte del Comune di Sassoferrato che comprende il territorio di Camarano, Caparucci, Capoggi e San Giovanni nella Serra di Pila, nei dintorni della chiesa rurale di San Tizio e dei resti dell'abitato di Alba Gallica preromana (ora Civitalba di Arcevia), scomparsa a seguito della battaglia di Sentinum del 295 a.C..
La denominazione Curtis Accilionis, riportata intorno all'anno mille nella trascrizione di assegnazioni di unità poderali (e accordi confinari) in prossimità dei castelli del contornato (Cavallo Albo, Rotondo e Castagna) e delle chiesette di Capoggi e San Lorenzino di Colle Alto (appartenuta alla comunità monastica di Fonte Avellana e ancora contenente un'apprezzabile pala di altare che potrebbe essere salvata dall'incipiente rovina), deriverebbe dall'appellativo della ‘gens romana Acilia' (che anticamente aveva avuto, secondo alcuni studiosi, possedimenti nella zona), oppure dal nome longobardico Zillo o Gillo (probabilmente un dignitario del luogo).

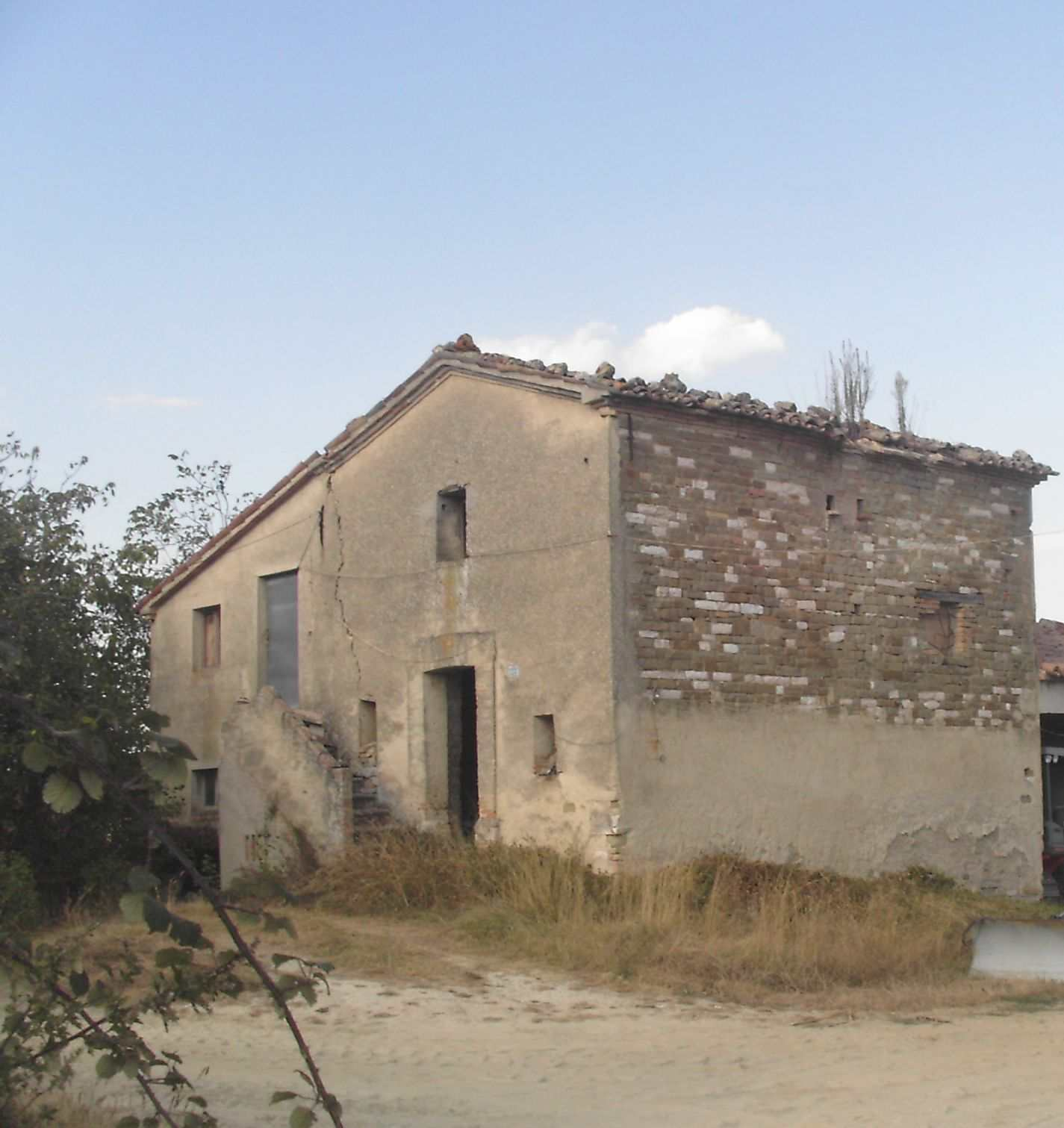
La chiesa di San Lorenzino di Colle Alto, già prioria di Fonte Avellana

## Storia

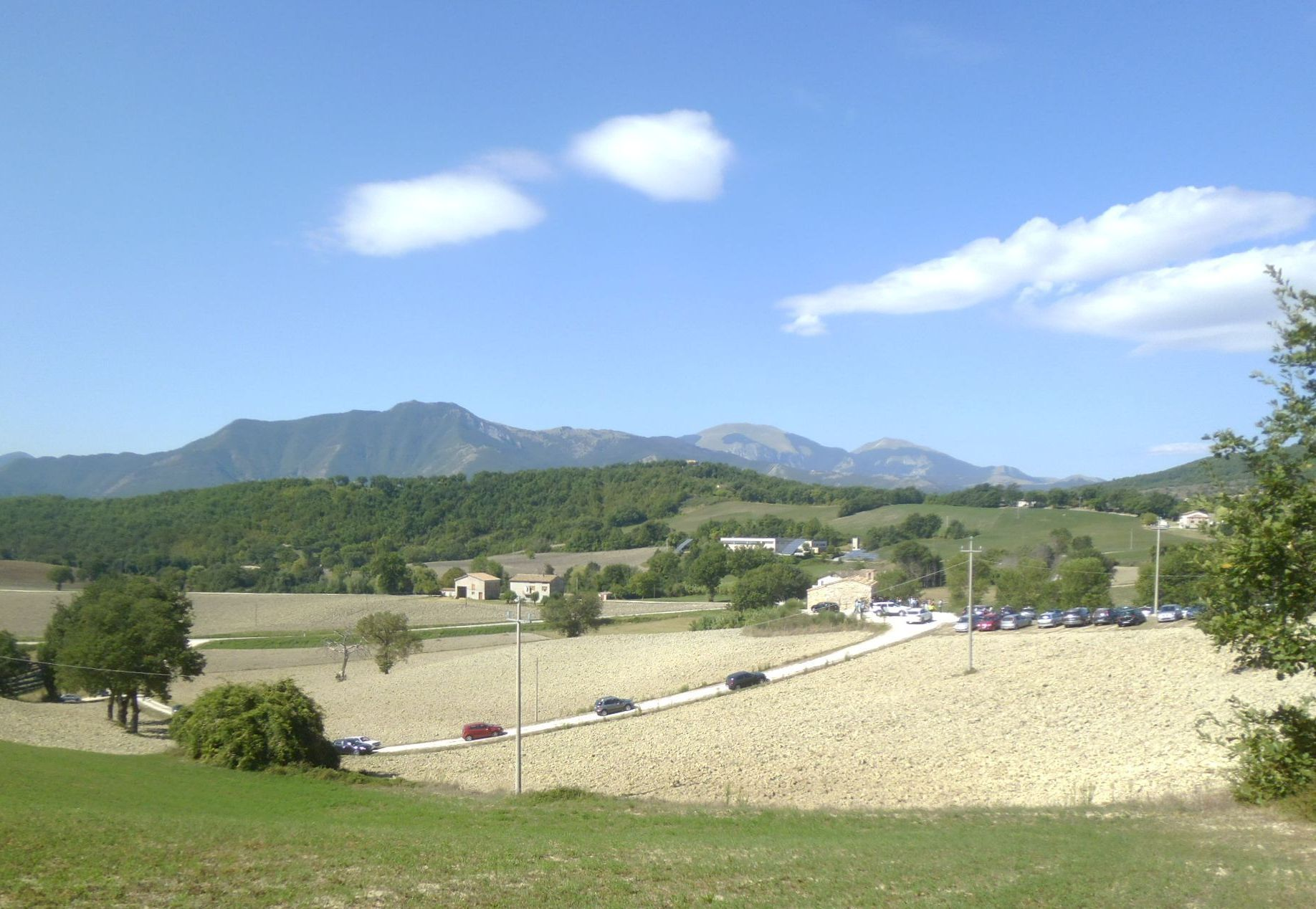
La chiesetta di Sancti Petri de Giglionis in agro di Capoggi

Era attraversata, nell'antichità, dalla strada umbro gallica (Protoflaminia) che collegava i territori dell'entroterra italico a Suasa e al mare Adriatico. Alcuni tratti terrosi dell'antico percorso stradale sono tuttora percorribili e riscontrabili sulle mappe catastali.
I terreni, mediamente intorno ai 450 metri sul livello del mare, sono prevalentemente destinati alla coltivazione di foraggi e granaglie; i boschi cedui coprono le aree più impervie.
Un documento (n. 413-Nonantola), conservato nell'Archivio segreto vaticano, identifica nella parrocchia di Sancti Petri de Agillon i ‘resti di insediamenti risalenti all'alto medioevo o a periodi più antichi'. I ruderi sono verosimilmente riferibili a una prima comunità organizzata, stanziata in questa parte del comprensorio sentinate già appartenuta ai Longobardi del Ducato di Spoleto, all'augusta Abbazia di Nonantola e, ecclesiasticamente, alla vastissima diocesi di Nocera Umbra (comprensiva di circoscrizioni religiose, dopo il 1861, in quattro province di due regioni dello Stato italiano).

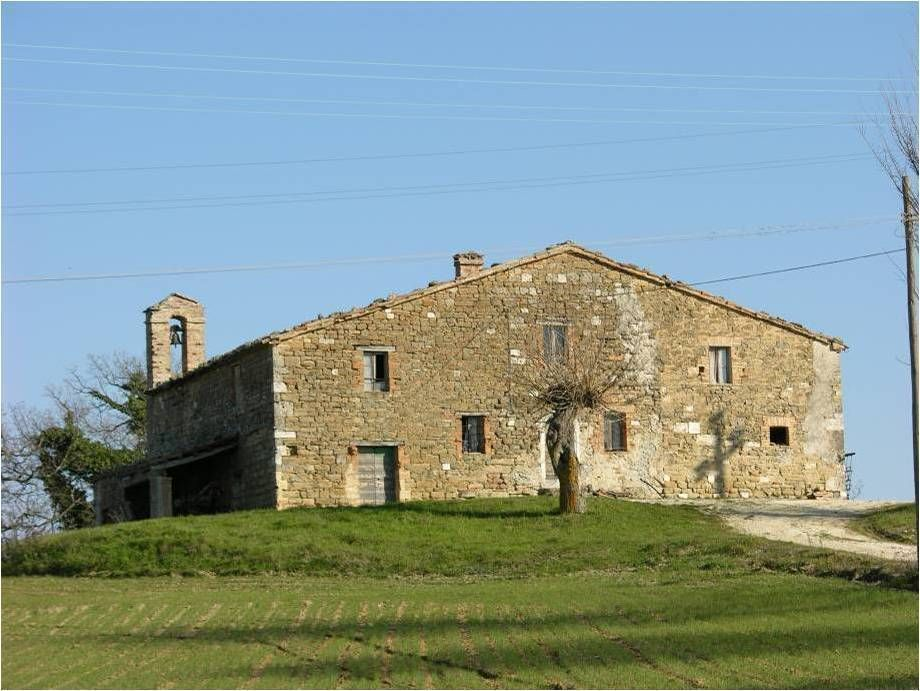
La chiesa di San Tizio.

Entro il perimetro di Alba Gallica sorse (tra il X e l’XI secolo) il considerevole castello di Cavallo Albo, per iniziativa di una consorteria alemanna di probabile estrazione militare.
Nel 1024 un certo Ottaviano di Giuseppe (di stirpe longobarda) donò parte del maniero e della sua corte ai monaci dell'abbazia di Farfa, distrutta dai saraceni nell'anno 898 e ricostruita nel 913 sotto la guida dell'abate Ratfredo. Alcuni testimoni, intervenuti a un ‘processo in Cavallalbo’ nel 1246, provenivano dalla vicina parrocchia di San Paterniano, la cui chiesa (annessa alla balya di Doglio e scomparsa intorno al XVI secolo) dipendeva dall'Abbazia di Sitria.
Il castello (confermato da Enrico V di Franconia, imperatore del Sacro Romano Impero, alla badia laziale nel 1118) fu, nel XIII secolo, oggetto di contesa tra i comuni di Rocca Contrada e Sassoferrato che si divisero il territorio adiacente trasferendo gli abitanti nei rispettivi capoluoghi.
Cavallo Albo fu abbandonato, ma in occasione di una confinazione tra Arcevia e Sassoferrato nel 1373, sono menzionati un ‘trivium’ e il castellare ‘civite Cavalalbi’, riferibili ai resti dell'abitato romano e del castello medievale. Una 'cartula donationes pro anima' (datata marzo 1078) citava i fondi agresti di Inferno, Cordenase e Rotondo presso la contrada Doglio, nel comitato diocesano di Nocera nell'Umbria

San Pietro (de Giglionis: oppure de Agillon, de Giglionibus, de Agiglioni o 'le Ginestrelle'; poi annessa al priorato sassoferratese dedicato a S. Michele Arcangelo, patrono del popolo longobardo) è tra le chiese confermate a Nonantola, nel giugno del 1191, dal neoeletto Papa Celestino III:
.... ecclesiam Sancti Petri de Agillon, cum omnibus pertinentiis suis.
Nei primi mesi del 1200, don Rainj (curato di Sancti Petri de Giglionis) e don Johannis (proveniente dal convento di Valfabbrica) rappresentavano, con altri religiosi, l'abbazia di Nonantola (detentrice di gran parte delle terre sassoferratesi, già ottenute da donazioni di maggiorenti del ducato spoletino) nella formale e sostanziale costituzione della Comunantia de Saxiferrati.
La chiesa di S. Lorenzo di Colle Alto (il rettore aveva il titolo di abate), nei cui pressi si svolse (nei secoli) una fiera rurale, veniva confermata (tra il 1187 e il 1218) al monastero di Fonte Avellana dai papi Innocenzo II (Gregorio Papareschi), Gregorio VIII (Alberto di Morra), Innocenzo III (Lotario de Segni) e Onorio III (Cencio dei Savelli).
San Nicolò e il beato Pietro, seguaci di S. Francesco di Assisi e originari delle campagne tra Capoggi, San Pòlo (già S. Apollonio) e Sassoferrato, subiscono il martirio in terra di missione nella penisola iberica: il primo a Cetua nel 1227 e l’altro a Valenza nel 1231. 
San Pietro de Giglionis (Sancti Petri de Giglionis), San Tizio (Sancti Eutitij) e San Lorenzo di Colle Alto (Sancti Laurentij de Collis Alti) sono tra le chiese che hanno pagato la 'decima papale' nell'anno 1333; nello stesso periodo l'abate Niccolò de' Baratti cedeva (ad altri enti religiosi o a famiglie facoltose) la gran parte delle proprietà di Nonantola nel sassoferratese.
Con la bolla 'Vox in excelso' del 1312, papa Clemente V (Bertrand de Got) scioglieva l'Ordine Templare, fondatore di molteplici ricoveri per l'ospitalità e l'assistenza delle 'genti erranti'; nel 1347 l'economo di Nonantola concedeva una terra in 'fundo Hospitalis nella Villae di San Pietro de Giglionis', ad uso dell'attiguo alloggio per viandanti e pellegrini lungo la strada di transito e collegamento.
Nel 1342, a seguito delle reiterate incomprensioni (presumibilmente per contesa di giurisdizione) tra la curia nocerina e la badia nonantolana, il vescovo di Nocera Umbra (frate Alexander de Vincioljs) scomunicava alcuni monaci benedettini, rettori delle chiese di Nonantola nel territorio di Sassoferrato. Essendo la diocesi di Nocera e il priorato di S. Michele Arcangelo immediatamente soggetti alla Santa Sede, Papa Clemente VI (Pierre Roger) incaricò l'arcivescovo di Bologna (Beltramino Parravicini) di ricomporre la situazione.
Con atto notarile del marzo 1371, un abitante di ‘Villae de Malem’ disponeva la sua sepoltura nella vicina chiesa di S. Lorenzino, e un lascito alla locale ‘confraternita’ al fine di distribuire un denaro per ogni povero di quelle contrade. 
Nel settembre dello stesso anno, il nobile Bonaccorso (di Cicco fu Bonaccorso e fratello di Bartolo) ordinava che fosse eseguita (a sue spese) una pittura sul muro esterno della chiesa di S. Donato de Maranis (Camarano), raffigurante la Crocifissione con S. Lorenzo, S. Donato e l’apparizione delle stimmate del beato Francesco. Nel maggio 1373 il priore don Agostino (fu Nino) concedeva, in enfiteusi (atto notaro Angelo di Paoluccio), un terreno appartenente al cenobio di Colle Alto; nei cui paraggi, i comuni di Sassoferrato e Rocca Contrada, si erano impegnati a non costruire fortificazioni. Nei pressi esistevano (almeno fino al 1500) la chiesa di S. Paterniano, il castello di Poggio delle Cerase e la chiesetta di S. Maria (forse inglobata nelle mura del maniero); il territorio confinante era una delle ‘circoscrizioni comunali’ nelle quali era consentito l'allevamento delle capre.
Nell’aprile del 1423 dieci abitanti della Serra di Pila (e tre di San Pòlo) chiedevano (tramite il vescovo Tomasso dei Morganti), all’abate del monastero di S. Benedetto di Gualdo Tadino (dal quale dipendeva la loro chiesa dedicata ai SS. Giovanni e Paolo), l’allontanamento del parroco don Gaspare di Antonio (fu Betto), accusato di non risiedere sul posto e di disinteressarsi del suo ufficio pastorale.
Nel 1449 moriva Gian Galeazzo Pepoli, ultimo abate (della regola di San Benedetto) eletto dai propri confratelli; l’abbazia nonantolana fu concessa in commenda a Gurone d'Este e nel 1514 vi subentrarono i padri cistercensi. I monaci benedettini, officianti nel sassoferratese, furono conseguentemente sostituiti da presbiteri secolari.
Nella visita apostolica dell'ottobre 1573 (a seguito delle disposizioni del Concilio di Trento) il vescovo ispettore, mons. Camaiani da Ascoli Piceno, invitava il rettore don Ottavio ad apportare delle migliorie, chiedendo di risistemare (in particolare) le lastre di copertura dei quattro sepolcreti sotterranei nella chiesa di San Pietro di Capoggi; già abbellita, all'incirca un secolo prima, dagli affreschi (su muro e su tela, ormai quasi completamente perduti) attribuiti all'insigne pittore Pietro Paolo Agabiti.
Nei primi anni del 1600 il territorio settentrionale sentinate risultava incorporato nella Baylia (o balìa) di Doglio. La parrocchia di Camarano (con le chiese di S. Donato, S. Lorenzino e l'oratorio di S. Belardino in Campi Gresta) veniva assorbita da quella di Cabernardi, di recente costituzione; le vicine cappellanie di Cozze Alte e Cozze Basse rimanevano alla vasta pievania di Castagna, detentrice di una decina di edifici di culto (nei comuni di Rocca Contrada, Pergola e Sassoferrato) e confinante con le diocesi di Gubbio e di Fossombrone.
La chiesa abbaziale di S. Lorenzino di Colle Alto (già concessa in 'commenda' al cardinale Alessandro Farnese, futuro papa Paolo III), proprietaria di un cospicuo patrimonio terriero, nell'anno 1717 pagava (con quella di S. Donato) tredici scudi di ‘tassa del milione’, istituita da papa Clemente XI (Giovanni Francesco Albani) per far fronte alle spese sostenute dallo Stato Pontificio durante il passaggio delle truppe tedesche, mobilitate per la guerra di successione spagnola del 1702-1714; da un documento dell’ottobre 1772 (conservato in Nocera Umbra) apprendiamo che possedeva terre arative, vigne e boschi per una rendita di circa trentacinque scudi. Nell'agosto dello stesso anno era stato concesso in locazione, con il consenso della ‘Delegazione pontificia’ di Perugia, un terreno presso la chiesa di S. Pietro de Agillon in Capoggi.
Dopo la morte di Pietro Paolo Ciaruffoli (nel dicembre del 1718), superiore del priorato di San Michele arcangelo (o S. Angelo), si rinverdivano i secolari dissapori tra Nocera Umbra e Nonantola per la gestione del cenobio nel rione Castello di Sassoferrato (e delle chiese da esso dipendenti). Nell'estate successiva il cardinale Sebastiano Tanara (abate commendatario di Nonantola) e il vescovo nocerino Alessandro Borgia arrivavano ad un accordo (a Roma), consentendo a Paride Vimercati di essere nominato nuovo priore di Sant'Angelo in Sassoferrato.
Francesco Lorenzo Massajoli (vescovo di Nocera Umbra e patrizio di Urbino) si recava a Sassoferrato, il 27 luglio 1785, per incontrare Francesco Maria d'Este (abate di Nonantola e vescovo di Anastasiopoli, in visita pastorale in Sant'Angelo), al fine di discutere a seguito delle recenti e forti divergenze sulla conduzione delle chiese nonantolane nel territorio sentinate.
Con l'invasione francese del 1797 iniziò la crisi dell'abbazia territoriale di Nonantola che fu spogliata di tutti i suoi beni e, il concordato tra il governo napoleonico e Papa Pio VII del 1803, ne sancì la soppressione; dopo il decesso del rettore Ugo Milani venne abolito (nell'agosto del 1824, essendo papa Annibale della Genga e vescovo diocesano Francesco Luigi Piervissani) anche il priorato sassoferratese (di Sant'Angelo) titolare, nei secoli, di particolari diritti (amministrativi e di cura d'anime) specialmente sulle significative comunità ecclesiali di Venatura, di Caboccolino e di Capoggi (con le chiese di S. Venanzio, dei SS. Damiano e Cosmo e di S. Pietro delle Ginestrelle).
Nel ‘periodo napoleonico’ il priorato di Sant’Angelo, l’abbazia di Sitria e il canonicato di San Tizio detenevano ancora degli esigui possedimenti in contrada Caparucci dove, qualche decennio prima, era stato edificato (dai possidenti Sabbatucci, con il permesso della curia vescovile) un oratorio dedicato alla Madonna della Mercede (patrona dei cristiani in schiavitù); poi crollato per carenza di manutenzione, nell’adiacente orto della famiglia Contardi-Bruni, circa centocinquant’anni dopo.
Gli abitanti di Catobagli, essendo aumentati progressivamente di numero e avendo costruito una residenza per il parroco adiacente alla chiesetta del paese (dedicata alla 'Madonna dei figli di Corbo'), ottenevano dal vescovo nocerino Giovan Battista Amati (nella seconda metà del 1600) una piccola parrocchia indipendente e un prete inamovibile (don Giovanni di Pellegrino da Rocca Contrada). Il mandamento parrocchiale catobagliese sarebbe diventato assai più ampio, in seguito, inglobando (nel 1824) la secolare parrocchia dell'Agiglionis (con Capoggi, Caparucci e le Case Corbelline; ma senza i pianori al confine con le terre arceviesi -zona Casatono, S. Tizio, Civitalba-, assegnati alla 'chiesa curata' dei SS. Giovanni e Paolo nella Serra di Pila), dalla quale era stato precedentemente staccato (nel 1568) per essere assegnato al rettorato di Rotondo (dipendente dal convento camaldolese di S. Croce di Tripudio).
Il beneficio (oltre trenta ettari di terreno) di Sancti Petri de Giglionis veniva assegnato, dall’ordinario diocesano (Francesco Luigi Piervissani da Massa Martana), alla pievania di Borgo Sassoferrato che di poderi ne possedeva già due.  Con decreto vescovile fu stabilito, che al sostentamento e alla ‘continuità religiosa’ della stessa chiesetta, ormai avrebbero dovuto provvedere i popolani; facendo celebrare funzioni almeno nella ricorrenza del Santo patrono, durante i funerali e nell’ottavario dei defunti.
In un sopralluogo nel marzo 1835 venivano decisi alcuni interventi di restauro nella chiesa di S. Pietro di Capoggi: il tetto necessitava di un nuovo ‘cavallo con due coltalecci’, di venti travicelli e di nuovi coppi; per i muri si consigliava una scialbatura a base di gesso.
Nel 1890 la parrocchia catobagliese entrava nella piena disponibilità della diocesi nocerina, e i rettori non sarebbero più stati assegnati dall’abate del monastero di Santa Croce. 
A seguito di una campagna di scavi (condotta dagli archeologi ispettori Edoardo Brizio e Anselmo Ansemi) effettuata negli ultimi anni del 1800 in contrada Civitalba, furono individuati i resti di mura e un complesso di terrecotte che decoravano un tempio, forse costruito per commemorare la vittoria dei Romani sui Galli nella battaglia di Sentinum. Parecchi terreni viciniori (oltre quaranta ettari) appartenevano alla circoscrizione di S. Stefano-Costa-Valdota (confinante con le diocesi di Fossombrone, Senigallia e Camerino) che, vista la consistenza delle sue rendite agrarie, era l’unica parrocchia della diocesi nocerina a non percepire aiuti finanziari dalla mensa vescovile.
Il parroco Secondo Santori, nei primi anni del 1900, faceva demolire la vecchia chiesa in Catobagli per erigere quella che esiste tuttora. Per la realizzazione del nuovo edificio collaborarono, tra gli altri: il perito Vincenzo Agostini Ferretti per il progetto strutturale; i capi mastri Luigi Amori, Gaetano Armezzani e Edoardo Lunardi per le opere in muratura e la famiglia contadina di Agostino Contardi e Anna Bruni per il trasporto dei resti umani (rivenienti dagli ossari della struttura in demolizione) nel nuovo cimitero rurale presso Radicosa (vicino ai ruderi della chiesa di S. Giovanni dell'Inferno; crollata nel 1577 e visitata, nel decennio precedente, dai vescovi Girolamo Mannelli e Pietro Camaiani).
Il reverendo Santori scrisse, nelle sue memorie, che l'intera opera (consacrata l'otto settembre 1906 dal vescovo Rocco Anselmini) era costata oltre ventimila lire, quasi tutte pagate di tasca propria con i feraci risparmi di una vita sacrificatissima. Annotò, inoltre, che il Regio Governo aveva contribuito con duemilatrecento lire (in quattro volte); la regina madre, Margherita di Savoia, con centocinquanta lire; il Municipio di Sassoferrato con trecento lire; il vescovo di Nocera Umbra con centocinquanta lire;
i cardinali Ferrari (arcivescovo di Milano) e Cassetta (patriarca di Antiochia e ordinario di Sabina) con lire cinquanta ciascuno; altri prelati e alcuni parroci del circondario con novanta lire; le famiglie locali dei Vitali Ciafàno, dei Rachini e dei Santinelli con un totale di duecentocinquanta lire; parecchi parrocchiani e benefattori riuniti per una somma di lire centocinquanta.
I parroci di Catobagli, residenti in canonica dal 1674 al 1999, sono stati i seguenti: Giovanni fu Pellegrino (Pellegrini), Domenico Martellini, Domenico Carletti, Carlantonio Carletti, Domenico Lorenzetti, Luigi Andreoli, Vincenzo Paoletti, Clemente Giovagnoli, Giuseppe Paci, Alessandro Macchiati, Agostino Mencotti, Francesco Argentati, Gregorio Argentati, Secondo Santori, Gino Lucarini, Giuseppe Merluzzi, Americo Rosetti, Agostino Giacomini, Giuseppe Rossetto, Germano Piersanti. Il canonico Nazzareno Vitali Ciafàno (nato in Piaggia di Capoggi, combattente nella grande guerra, pievano di Caudino e poi di Serrapila) e mons. Domenico Becchetti (originario di Serrapila e arciprete di Sassoferrato) hanno amministrato la parrocchia per brevi periodi nella prima metà del secolo scorso.
Il 'rito dei serpari’, che si svolgeva alternativamente nelle chiese di Catobagli e di Capoggi (con la distribuzione, ai fedeli, di un cordellino colorato benedetto che avrebbe dovuto preservare dal morso dei rettili), con l’inizio dell'ultima guerra (1940-45) non fu più celebrato. Nelle due luoghi di culto continuarono ad essere invece officiate, fino agli sessanta del secolo scorso, le ‘Rogazioni di S. Vincenzo’, cerimonia molto partecipata dalla laboriosa gente dei campi.
Il ventiseiesimo giorno del mese di luglio 1904 il vescovo di Nocera Umbra (Rocco Anselmini), assistito dagli ordinari di Cagli (Giuseppe Maria Aldanesi) e di Montalto Piceno (Luigi Bonetti), consacrava e collocava in Caudino la prima statua di ‘S. Giuseppe incoronato’ venerata in Italia. Un paio di anni prima, il pievano Ottavio Severini ne aveva fatta espressa richiesta al sommo pontefice Leone XIII (Vincenzo Luigi Pecci), che benevolmente la accettò.
La deviazione per Alba Gallica si può ravvisare in un incrocio campestre presso il toponimo ‘campo della chiesa’ (coordinate geografiche: 43° 28' 51.65'’ latitudine nord e 12° 52' 12.19'’ longitudine est), forse sede di un primordiale e scomparso edificio religioso adiacente alle demolite ‘fornaci dell'Agiglionis', descritte nelle mappe dello Stato Pontificio.
Un'altra fornace di laterizi, in funzione fino a un centinaio di anni fa, era situata poco a nord dell'abitato di Caparucci, nel limite perimetrale (sud est) della concessione mineraria Bhul - Deinhard (del gennaio 1888) per l'estrazione dello zolfo nel bacino del torrente Nevola (miniera di Cabernardi).
Una successiva autorizzazione, ottenuta dalla Società Nazionale Industria Zolfi nei primi anni del ventennio fascista, permise l'inizio di una modesta attività estrattiva anche in un avvallamento (postazione, discenderia o giacimento minerario Sniz) a nord est delle Serre de Azilioni, a valle della contrada Case Biagio.
Dopo alcune disgrazie sul lavoro (settembre - novembre 1930) in cui persero la vita una mezza dozzina di minatori (inspiegabilmente non inseriti, tranne D. Bravetti, nell'elenco delle oltre centoventi vittime nell'intero complesso minerario), pure questa concessione venne acquisita dalla società Montecatini che, nel frattempo, era diventata titolare dei diritti per le estrazioni minerarie nella zona.
Riposano nel cimitero della Serra di Pila i resti di I. Buti, l'unico minatore del comprensorio decorato con medaglia d'argento al valor civile alla memoria, deceduto nel generoso e inutile tentativo di salvare i suoi colleghi dopo un'esplosione di gas grisou nel giacimento Sniz (25 sett. 1930). I sei operai caduti (Paolo Baracaglia, Domenico Bravetti, Innocenzo Buti, Francesco Mancini, Tito Santolini, Eugenio Tesei) sono stati finalmente ricordati, a ottantatré anni dalla morte, con una lapide commemorativa posta all'esterno della canonica di Serra Pila.
Erano in servizio di sorveglianza e catturati dai partigiani presso la postazione Sniz il 19 aprile '44 (il 22 giugno dello stesso anno, il sergente Aldo Mantovani fu mortalmente mitragliato in un agguato tesogli in prossimità di contrada Felcine), almeno una decina di militi della 52ª Compagnia di ordine pubblico di Rovigo, poi trovati uccisi sul vicino Monte Sant'Angelo di Arcevia.
I danni arrecati dagli assalitori alle installazioni e ai macchinari della miniera furono stimati, dalle autorità di quel tempo, in un valore di lire duecentocinquantamila circa.
In un manufatto di campagna (la casetta del Bègo; poi danneggiata, come il forno e il pozzo adiacenti, dalle cannonate dei soldati tedeschi in ritirata), non lontana dai manufatti della Sniz, riuscirono a salvarsi miracolosamente, nascondendosi per mesi, alcuni partigiani e ‘giovani sbandati’ dopo l'armistizio dell'otto settembre 1943. La famiglia, proprietaria della costruzione rurale, fu sospettata di aver 'agevolato i sovversivi', ma gli antecedenti e corretti rapporti tra la gente dei campi e le pattuglie della guardia nazionale repubblicana contribuirono a evitare il peggio; successivamente al passaggio del fronte, invece, subì qualche ritorsione perché ritenuta simpatizzante dei militari che avevano bonariamente controllato quella parte campestre del bacino solfifero. Nella stagione invernale del 1943-44 anche un nucleo familiare di ebrei slavi (gli Alcalay) riuscì faticosamente a sopravvivere e a sfuggire alla cattura, a seguito delle leggi razziali, aiutata dai contadini delle contrade circostanti.
In una mattinata del luglio 1944 un gruppo di giovani, avversi al regime fascista, distrusse con la dinamite un chiavicotto stradale in località Fontebona (presso il casolare Frezzotti), impedendo il passaggio dei veicoli. I militari germanici minacciarono di bruciare, per ritorsione, le cascine del circondario; ma il parroco Nazzareno Vitali (detto il 'prete de' Ciafàno', morìrà l’anno successivo), condotto sul posto, promise che avrebbe provveduto a far sistemare il danno in giornata. Con dei manufatti, acquistati nella ‘fornace Marchigiana’ di Sassoferrato e caricati sopra un carro trainato dai buoi, nel tardo pomeriggio fu ripristinata la viabilità tra gli abitati di Casatono e Serrapila.
La seconda domenica del settembre 1958 il vescovo Giuseppe Pronti consacrava, in Caparucci, l’attuale chiesa dedicata a ‘S. Giuseppe dei lavoratori’; fissando, nella data del primo giorno del mese di maggio, la ‘festa annuale del Santo patrono’.
La medievale e caratteristica ‘domus Vitaljs’, desueta abitazione colonica nel borgo agreste di Caparucci, è stata valutata di interesse storico dalla Soprintendenza per i beni culturali e paesaggistici.
La chiesa longobarda di San Pietro de Giglionis in agro di Capoggi (già parrocchiale nell'antica Curtis e mai dissacrata), il cui rettore Hieronimus (monaco benedettino di Nonantola) subì nel 1342 la scomunica dal vescovo di Nocera Umbra, ultimo tenimento nonantolano nel sassoferratese e luogo di riferimento per la popolazione rurale, è stata recentemente ristrutturata e riaperta al culto religioso dopo qualche decennio di abbandono.